# Walpole (CDP, New Hampshire)
Walpole CDP ist ein Census-designated place (CDP) in der Town of Walpole im Cheshire County im US-Bundesstaat New Hampshire. Die Volkszählung von 2020 erfasste 573 Einwohner. Der CDP wurde im Jahr 2010 erstmals vom Census definiert. In ihm liegt der Kernort der Town of Walpole.

## Lage
Der Ort liegt bei den Koordinaten 43° 4' 45.33" Nord und 72° 25' 25.12" West auf einer Höhe von 127 Metern über dem Meeresspiegel am Connecticut River. Die 3,18 km² große Fläche des Gebietes setzt sich zusammen aus 3,15 km² Land- und 0,03 km² Wasserfläche. Am Westrand verläuft die New Hampshire Route NH-12. Von ihr zweigt die NH-123 ab, die über den Connecticut nach Westminster in Vermont führt.